# El príncep valent (pel·lícula de 1954)
El príncep valent  (títol original en anglès: Prince Valiant) és una pel·lícula dels Estats Units (inspirada en els dibuixos animats del mateix nom, dirigida per Henry Hathaway, estrenada el 1954. Ha estat doblada al català.

## Argument
El jove príncep viking Valiant és enviat pel seu pare a la cort del Rei Artús per ser armat cavaller, després d'un estricte ensinistrament. El seu objectiu és estar preparat per enfrontar-se al tirànic Slaigon que ha usurpat el tron del seu pare exiliat. Cuidada producció que adapta un personatge de còmic.

## Repartiment
- James Mason: Sir Brack
- Janet Leigh: Princesa Aleta
- Robert Wagner: príncep Valiant
- Debra Paget: Ilene
- Sterling Hayden: Sir Gauvain
- Victor McLaglen: Boltar
- Donald Crisp: Rei Aguar
- Barry Jones: Rei Luc, pare d'Aleta
- Tom Conway: Sir Keu
- Howard Wendell: Messire Todd, metge del Rei
- Neville Brand: cap Viking
- Brian Aherne: rei Artús
- Mary Philips: la reina Mare
- Primo Carnera: Sligon
- Don Megowan: Lancelot del llac
- Carleton Young: Mariscal
- Ben Wright: Senescal De Sligon
- John Davidson (no surt als crèdits): Patriarca